# パラダイム (映画)
『パラダイム』（原題: Prince of Darkness）は、1987年製作のアメリカ合衆国のホラー映画。ジョン・カーペンター監督作。

## ストーリー
ロサンゼルスのある教会で、司祭は緑色の液体の入った棺を発見する。彼は超常現象の専門家ハワード・バイラック教授に相談し、研究生や他の専門家とともに棺の解析にあたってもらった。すると、その棺は悪魔が封じ込められたものだということが判明した。
そんな中、調査チームの一人が、教会に集まっていた浮浪者の一人に殺された。それをきっかけ緑色の液体が活性化し、別のメンバーに何かが乗り移った。

## キャスト
※括弧内は日本語吹替
- 司祭 - ドナルド・プレザンス（山内雅人）
- ブライアン・マーシュ - ジェームソン・パーカー（磯部勉）
- ハワード・バイラック教授 - ヴィクター・ウォン（千葉耕市）
- キャサリン・ダンフォース - リサ・ブロント（高島雅羅）
- ウォルター - デニス・ダン（三ツ矢雄二）
- ケリー - スーザン・ブランチャード（小宮和枝）
- スーザン・キャボット - アン・ハワード（安達忍）
- リサ - アン・イェン（佐々木優子）
- マリンズ - ダーク・ブロッカー（石塚運昇）
- コールダー - ジェシー・ローレンス・ファーガソン（屋良有作）
- ポール・レーイ博士 - ピーター・ジェイソン（玄田哲章）
- フランク・ウィンダム - ロバート・グラスメア（大塚芳忠）
- エッチンソン - トム・ブレイ（田中亮一）
- ホームレス - アリス・クーパー

## 評価
レビュー・アグリゲーターのRotten Tomatoesでは36件のレビューで支持率は58%、平均点は6.20/10となった。Metacriticでは10件のレビューを基に加重平均値が50/100となった。